# Fabiola Salazar
Fabiola Salazar Leguía (Bagua, 29 de abril de 1966-Chiclayo, 18 de septiembre de 2008) fue una médica y política peruana. Durante sus últimos dos años de vida, fungió como congresista, representando al departamento de Amazonas desde 2006 por el APRA.

## Biografía
Antes de ejercer la política, fue médica cirujana egresada de la Universidad de San Martín de Porres y especializada en patología.
Salazar murió a los 42 años de edad el 18 de septiembre de 2008 en un accidente automovilístico en Chiclayo. En su funeral, se rindió homenaje en el hall de los pasos perdidos del Congreso.